# Giovanni Fiandaca
Giovanni Fiandaca (Palermo, 6 ottobre 1947) è un giurista e storico italiano, esperto di diritto penale e del fenomeno mafioso.

## Biografia
È professore emerito di diritto penale presso la Facoltà di Giurisprudenza dell'Università degli Studi di Palermo dal 1982. Ha iniziato la sua carriera accademica presso l'Università degli Studi di Catania come docente di diritto penale dell'economia e, più di recente, ha insegnato presso l'Università Kore di Enna e la Scuola di specializzazione per le professioni legali "G. Scaduto" di Palermo.
È stato componente laico prima del Consiglio Superiore della magistratura militare e successivamente (1994-1998) del Consiglio Superiore della Magistratura ordinaria.
Dal 1998 al 2001, nominato dal guardasigilli Oliviero Diliberto, è stato presidente della commissione di studio istituita dal Ministero di Grazia e Giustizia per il riordino e la riforma della legislazione in materia di criminalità organizzata. Nel 2002 ha contribuito alla nascita di un movimento cittadino, rinominato dalla stampa "dei professori", su temi della legalità e dello sviluppo e nell'ultimo triennio è stato vicepresidente dell'Associazione Italiana dei Professori di Diritto Penale. È stato componente della Commissione Pisapia per la riforma del Codice Penale (2006). Dal 2007 è direttore del Dipartimento di Studi Europei e dell'Integrazione Internazionale DEMS dell'Università degli Studi di Palermo e coordinatore scientifico di diversi progetti di ricerca finanziati dall'Unione Europea. Nel triennio 2008-2011 è stato componente del Comitato Scientifico del CSM per la formazione professionale dei magistrati.
Dal 2012 è direttore del Master in diritto e processo penale presso l'Università telematica Pegaso di Napoli. Da giugno 2013 è presidente della commissione istituita presso il Ministero della Giustizia per elaborare una proposta di interventi in tema di criminalità organizzata.
È autore insieme a Enzo Musco di un manuale di diritto penale in quattro volumi e di lavori monografici su diversi argomenti del diritto penale. Da più di vent'anni coordina la parte penale della rivista Foro Italiano e collabora con diverse testate giornalistiche nazionali.
Fra i suoi ultimi scritti, La mafia non ha vinto. Il labirinto della Trattativa. dove insieme a Salvatore Lupo analizza con sguardo critico l'impostazione giuridica del processo relativo alla cosiddetta trattativa Stato-mafia.
Nell'aprile 2014, si candida nella circoscrizione Sicilia-Sardegna alle elezioni europee del 25 maggio per il Partito Democratico. Risulta il primo dei non eletti per la circoscrizione Italia insulare con 76.409 preferenze.

## Vita privata
A seguito di un doloroso evento familiare, ha istituito nel 2006 una fondazione con l'obiettivo di potenziare e migliorare la rete di emergenza e di primo soccorso della Regione Siciliana.

## Opere
- Fiandaca G. (2024), Punizione, Bologna, Mulino.
- Fiandaca G. (2017), Prima lezione di diritto penale, Roma-Bari, Laterza.
- Fiandaca G., Lupo S. (2014), La mafia non ha vinto. Il labirinto della trattativa, Roma-Bari, Laterza.
- Fiandaca G. (2009). Punire Mediare Riconciliare, a cura di G. Fiandaca, C. Visconti, Giappichelli editore-Torino
- Fiandaca G. (2008). Il diritto penale giurisprudenziale tra orientamenti e disorientamenti. (pp. 1–59) Napoli, ESI
- Fiandaca G., Musco E. (2007). Diritto penale. Parte generale. Quinta Edizione. Zanichelli, Bologna.
- Fiandaca G., Musco E. (2007). Diritto penale. Parte speciale. Volume 1. Quarta Edizione. Zanichelli, Bologna
- Fiandaca G. (2006). Diritto penale, parte speciale. Delitti contro la persona. Bologna Zanichelli (pp. 1–352).
- Fiandaca G., Musco E. (2005). Diritto penale. Parte speciale. Volume 2. Tomo II. (Delitti contro il patrimonio) Quarta Edizione. Zanichelli, Bologna
- Fiandaca G.- Di Chiara (2003). Una introduzione al sistema penale. Per una lettura costituzionalmente orientata. (pp. 1-ss). Napoli, Jovene
- Fiandaca G. (2002). Il diritto penale fra legge e giudice. (pp. 1–159). Padova, Cedam